# (1263) Varsavia
(1263) Varsavia ist ein Asteroid des Hauptgürtels, der am 23. März 1933 vom belgischen Astronomen Sylvain Julien Victor Arend in Ukkel entdeckt wurde. 
Der Name des Asteroiden ist vom lateinischen Namen der polnischen Hauptstadt Warschau abgeleitet.